# シルヴァン・グラニエ
シルヴァン・グラニエ（Sylvain Grenier、1977年3月26日 - ）は、カナダのプロレスラー。ケベック州モントリオール出身。

## 来歴
10代の頃から野球、テニス、アイスホッケーといった数々のスポーツを経験したが、俳優になるためにモデルの仕事を始める。しばらくフロリダでモデル業を中心に活動していたが、友人の知り合いのパット・パターソンと出会い、WWEの会場に招待される。そこでプロレスに興味を持ち、パターソンの薦めでドリー・ファンク・ジュニア、ロッキー・ジョンソンのトレーニングジムでプロレスを学び、WWEとの契約に至った。
OVWで活動し、2003年3月に行われたハルク・ホーガンとザ・ロックとの試合のレフェリーとして登場する。ビンス・マクマホンの指示でホーガンをハメる悪徳レフェリーであった。WrestleMania 19のホーガンvsマクマホン戦にも、レフェリー不在になった時に出てきて裁いたが、ホーガンに打ちのめされる。
その後しばらくして、同じくOVWで一緒だったレネ・デュプリと反米思想フレンチ・ユニット、ラ・レジスタンスを結成。イラク戦争へのアメリカ批判を行い、参加しなかったフランスを賞賛する。リング上でスコット・スタイナーらと激論し、試合の方でも世界タッグ王座を獲得するなど活躍する。その後、ロブ・コンウェイもレジスタンスに加わり、アメリカ人から猛烈なブーイングを浴びる大ヒールに君臨。
2004年3月に行われたドラフトにて、デュプリがSmackDown!に移籍するが、レジスタンスは解散せずコンウェイとのタッグで活動。こちらでも3度のタッグ王座となるなどの活躍をみせる。しかしWWEの方針からタッグに力を入れてもらえず、前座番組のHEATでの試合が多くなる。そして2005年のドラフトでは、シルヴァン自らのSmackDown!への移籍に伴い、レジスタンスは解散した。
SmackDown!に移籍してから、リングネームをシルヴァン（Sylvain）のみとし、キザで嫌味なモデルのギミックとして活動。毎回登場時にはサクラと思われる女性ファンの黄色い声援が飛んでいた。しかし大きな活躍はできず、しばらくフェードアウト。その後、地元ケベックの親善大使ギミックとして登場するも、こちらも長続きしなかった。
OVWに送り返されていたが、2007年2月にECWに登場。当時のパートナーのデュプリとラ・レジスタンスの再結成をするはずであったが、デュプリの薬物違反により登場できなくなる。その後もはっきりとしたアングルが用意されないまま、2007年8月13日、WWEから解雇となった。
WWE解雇後、インディー団体にて本名名義で活動。カナダを拠点とする団体であるNCW（Northern Championship Wrestling）を主戦場として活躍。2007年11月からはTNAと契約し入団するが、主にカラーコメンテーターとしての活動を担った。
2010年からはレスラーとしての活動を復帰し、TOW（Top of the World pro wrestling）に参戦している。

## 得意技
スリー・セカンズ・オブ・フェイム
SmackDown!移籍後のモデルギミック時のフィニッシャー。滞空時間の長いインプラントDDT。
ショー・オフ
ランニングDDT
TKO
フラップジャック
リバースSTO

## 獲得タイトル
WWE
- 世界タッグ王座：4回

w / レネ・デュプリ : 1回
w / ロブ・コンウェイ : 3回
NCW
- NCWケベック王座 : 1回
- NCWタッグチーム王座 : 1回

w / ロブ・コンウェイ
TOW
- TOWタッグチーム王座 : 1回

w / ロブ・コンウェイ
CRW
- ケベックヘビー級王座 : 2回

## その他
- プロレスラーになる以前にモデルとして活動していた時期があったため、SmackDown!移籍後にモデルギミックを始めていた。